# Ribbeck-Haus

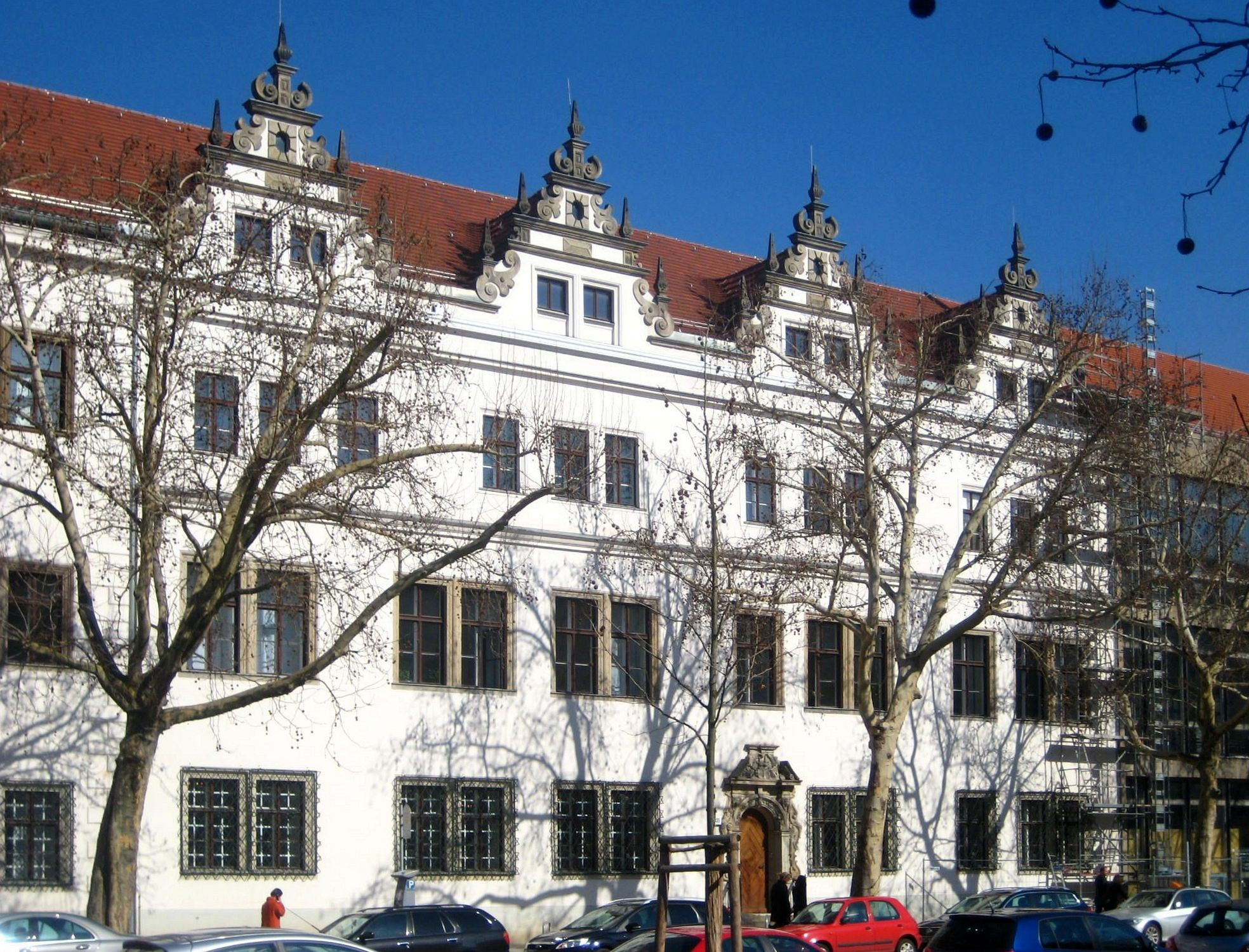
Das Ribbeck-Haus

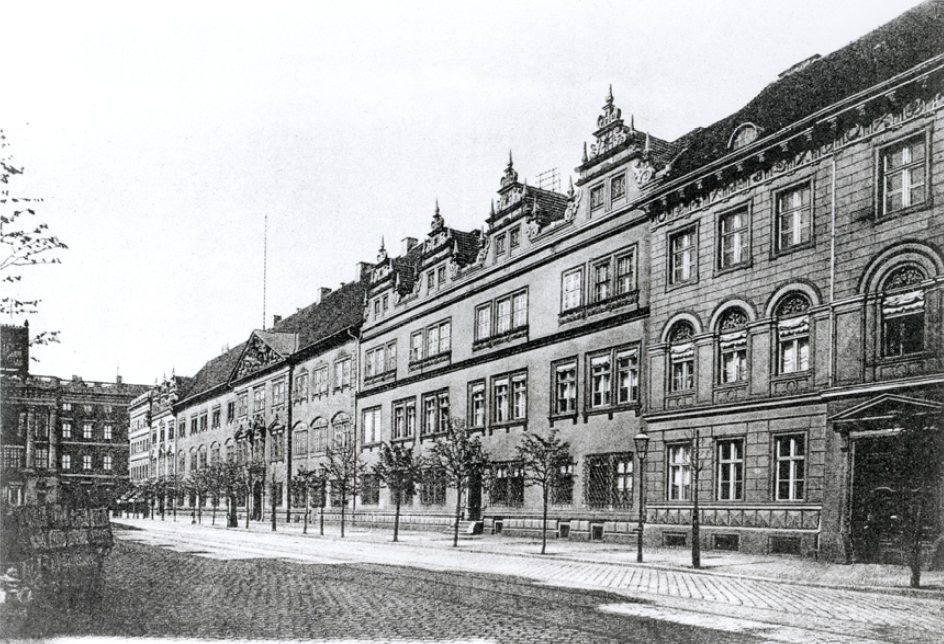
Das Ribbeck-Haus (Bildmitte) im Jahr 1890; in der Straßenflucht das Berliner Stadtschloss

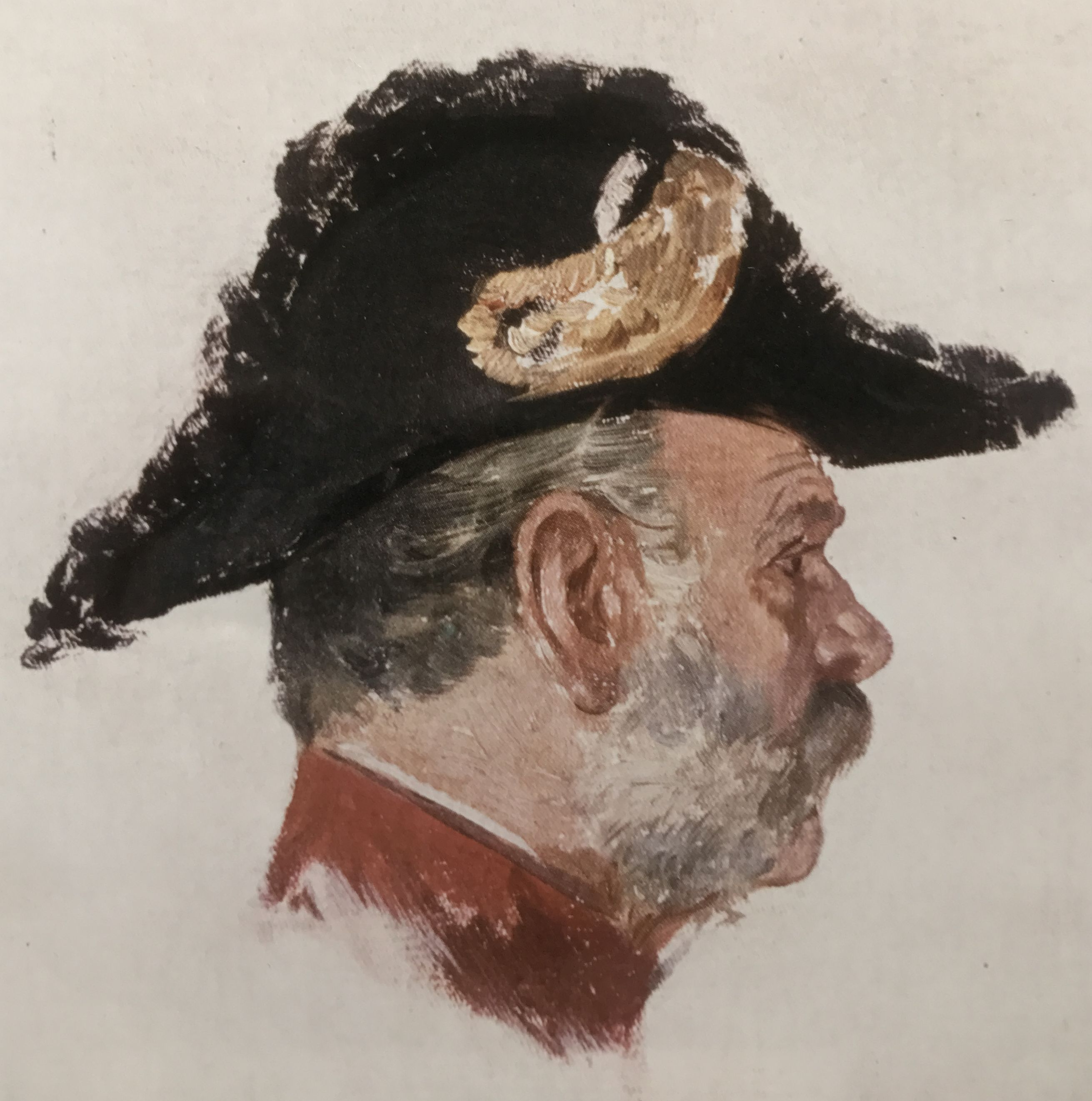
Der spätere Oberstallmeister Fedor von Rauch, Porträtstudie von Anton von Werner, um 1870

Das Ribbeck-Haus ist eines der ältesten noch existierenden Wohngebäude Berlins bzw. das älteste in den Grenzen der preußischen Residenzstadt Berlin ab 1710. Es ist das einzige erhaltene Gebäude aus der Spätrenaissance Berlins, befindet sich in der Breiten Straße 35 in Berlin-Mitte und steht unter Denkmalschutz.

## Baugeschichte
Das 1624 für den kurfürstlichen Kammerrat Hans Georg von Ribbeck erbaute Haus grenzt direkt an den ebenfalls erhaltenen Alten Marstall. Der Marstall wurde von Michael Mathias Smids in den Jahren von 1665 bis 1670 im Auftrag des Großen Kurfürsten wiederaufgebaut, und Smids integrierte dabei das extra hinzugekaufte Ribbeck-Haus. Das heute unter Denkmalschutz stehende Ribbeck-Haus entspricht keineswegs dem Originalzustand:
1804 wurde anstelle der vier mit Voluten verzierten Zwerchgiebel ein drittes Geschoss aufgesetzt. Auf Befehl des Königs dienten die alten Giebel aus der Renaissancezeit jedoch wieder als Abschluss. Im 19. Jahrhundert wurden einige Anbauten vorgenommen, die man 1964 entfernte.
Im Zweiten Weltkrieg wurde das Gebäude beschädigt und bis Anfang der 1950er Jahre wiederaufgebaut. Das reich verzierte Rundbogenportal aus dem 17. Jahrhundert musste in den 1960er Jahren einer Kopie weichen. Bei der 1986 durchgeführten Sanierung des Hauses wurde im Keller ein Kreuzgewölbe entdeckt und wiederhergestellt.

## Architektur
Die ursprüngliche Fassade ist durch die mehrfachen Umbauten des Hauses kaum noch erkennbar. Sie wurde beim Wiederaufbau nach dem Zweiten Weltkrieg vereinfacht rekonstruiert. Das 1804 aufgesetzte dritte Stockwerk unterscheidet sich deutlich durch die kleineren, dreipaarigen Fenster. Die auf das neue Geschoss wieder aufgesetzten vormaligen vier Volutengiebel im Renaissance-Stil bilden in der heutigen Architektur Berlins eine Seltenheit. Besonders hervorzuheben ist das reich verzierte Hauptportal, welches renaissancetypische Ornamente zeigt. Mittig über dem Eingang ist das Allianzwappen der beiden Erbauer Hans Georg von Ribbeck und Catharina von Brösigke angebracht. Auf der optisch linken Seite ist das Wappen der Familie von Ribbeck und auf der optisch rechten Seite das der Familie von Brösigke zu sehen.

## Nutzung
Der königliche Hof veranstaltete in diesem Gebäude die ersten Berliner Theater- und Opernaufführungen. Von 1708 bis in die 1920er Jahre diente es als Sitz von Behörden wie dem Oberappellationsgericht und der Oberrechnungskammer; danach beherbergte es Teile der Stadtbibliothek. Das Ribbeck-Haus umfasste darüber hinaus auch Dienstwohnungen für die leitenden Hofbeamten, so unter anderem für den Chef des benachbarten Marstalls, zum Beispiel für den Oberstallmeister Fedor von Rauch und seine Familie.
Zu Zeiten der DDR waren im Ribbeck-Haus Klub- und Bibliotheksräume sowie ein Restaurant etabliert. Außerdem nutzten es verschiedene berufsständische und kulturelle Vereinigungen. Seit Mitte 2011 ist dort die Senatsbibliothek Berlin als Teil der Stiftung Zentral- und Landesbibliothek Berlin untergebracht.